# Ołeksandr Sztelin
Ołeksandr Ołeksandrowycz Sztelin, ukr. Олександр Олександрович Штелін, ros. Александр Александрович Штелин, Aleksandr Aleksandrowicz Sztelin; ur. 1 października 1953 w Mukaczewie) – ukraiński trener piłkarski.

## Kariera trenerska
W latach 1986–1991 pracował w kompleksowej grupie naukowej Dynama Kijów, którą kierował Anatolij Załencow. W 1992 wyjechał do Tunezji, gdzie zmienił na stanowisku głównego trenera klubu Étoile Sportive du Sahel Jewhena Kuczerewskiego. Potem trenował US Monastir. W 1993 wyjechał do Belgii, gdzie najpierw do 1995 trenował prowincjalne amatorskie zespoły, a następnie juniorską drużynę Standard Liège oraz wyszukiwał młode talenty dla tego klubu. Po pracy w mołdawskim Tiligule Tyraspol latem 1997 został zaproszony konsultować CSKA Kijów, a w grudniu 1997 został mianowany na stanowisko głównego trenera wojskowego klubu. Ale już 2 tygodnie przed rozpoczęciem rundy wiosennej podał się do dymisji przez problemy rodzinne. Na początku 1998 objął stanowisko głównego trenera pierwszoligowego klubu Metałurh Zaporoże. Latem 2002 został szkoleniowcem Torpedo Kutaisi. W 2004 na stałe przeniósł się do Belgii, gdzie mieszka wraz z rodziną w miasteczku Spa i pracował z młodzieżowymi zespołami. Potem trenował kluby R.R.F.C. Montegnée, RJS Bas-Oha, R.FC.Sérésien i R.U.Wallonne Ciney.

## Sukcesy i odznaczenia

### Sukcesy trenerskie
- wicemistrz Mołdawii: 1995/96
- brązowy medalista Mistrzostw Mołdawii: 1996/97
- finalista Pucharu Mołdawii: 1995/96
- wicemistrz Gruzji: 2002/03
- mistrz grupy D IV dywizji Mistrzostw Belgii: 2011/12